# Pavla Břínková
Pavla Břínková (* 15. září 1949) je česká zpěvačka a muzikálová a operetní herečka.
Po vystudování operního zpěvu na Pražské konzervatoři se v roce 1970 stala členkou souboru pražského Hudebního divadla v Karlíně. V roce 1991 své angažmá v tomto divadle ukončila a hostovala v různých operetních a muzikálových scénách po celé České republice. Od roku 2007 opět účinkuje v Karlíně.

## Role
- 1973 Oskar Nedbal: Polská krev, nahrávka v českém překladu pořídil Československý rozhlas v Praze v roce 1973 a vydal Supraphon na LP roku 1976 (1 12 2039 G) a znovu na CD roku 1995 (SU 3025-2 611). Zpívají: (Zaremba) Jindřich Janda, (Helena) Pavla Břínková, (Bolo) Zdeněk Matouš, (Popiel) Vratislav Kadlec, (Wanda) Věra Macků, (Jadwiga) Jožka Waltrová, (Mirski) František Voborský, (Gorski) Milota Holcman, (Wolenski) Jan Sedliský, (Senowicz) Josef Janoušek, (baronka Drygulska) Jiřina Steimarová, (komtesa Napolska) Gabriela Třešňáková, (Wlastek) Karel Guld. Pražský dětský sbor, Pěvecký sbor Československého rozhlasu a Operetní studiový orchestr řídí Miroslav Homolka.
- 1987 Oskar Nedbal: Polská krev, obnovená premiéra v Hudebním divadle v Karlíně
- V současnosti účinkuje v Hudebním divadle Karlín v operetách Polská krev (Jadwiga), Mam´zelle Nitouche (Corinna, Matka představená) a muzikálech Carmen (Teta Inéz) a Sestra v akci (Mary Lazarus)

## Ocenění
- Dvě ceny literárního fondu
- 2007 Cena Thálie v oboru opereta a muzikál za roli Anhilty v Kálmánově Čardášové princezně na jevišti Hudebního divadla v Karlíně
- Dne 25. března 2017 obdržela Cenu Thálie 2016 za celoživotní mistrovství v operetě a muzikálu.[1][2]

## Filmografie
- Příhody pana Příhody

## Diskografie

### sólová
- Kouzelný svět operety
- Chtěla bych tančit jen
- Volám, čekám, věřím (zlatá deska)
- Dárek (zlatá deska)
- Sváteční

### spoluúčast
- Polská krev
- Vinobraní
- Noc v Benátkách
- Perličky české operety
- Vás ženy jsem líbal rád (zlatá deska)

## Autobiografie
- 1996 Taková jsem já